# Міщенко Олексій Михайлович
Олексі́й Миха́йлович Мі́щенко (* 15 березня 1940, Мокрець, Броварський район, Київська область, УРСР) — художник в царині графіки та живопису, член Національної спілки художників України, народний художник України — 1998; вчений секретар відділення образотворчого мистецтва Академії мистецтв України (відділення синтезу пластичних мистецтв) — 1997.

## Життєпис
У 1962 р. закінчив Київський топографічний технікум.
1968 року закінчив Київський державний художній інститут, архітектор.
В 1969—1975 — архітектор Подільського району Києва.
В 1975—1983 працює художником-конструктором та завідує відділом художнього оформлення видавництва дитячої літератури «Веселка».
Протягом 1987—1992 років займає посаду відповідального секретаря Київської організації Спілки художників України.
1996—2001 — є заступником голови Національної спілки художників України. З 1997 року — вчений секретар відділення образотворчого мистецтва Академії мистецтв України.
Олексій Міщенко створив ілюстрації до багатьох творів класиків української, російської та світової літератури: Олександра Довженка, Лесі Українки, Оксани Іваненко, Олександра Блока, Олексія Кольцова, Федора Тютчева, Сергія Єсеніна, Михайла Пришвіна, Дмитра Маміна-Сибіряка та інших авторів.
Ілюстрував книжки:
- «Романко та ромашки», вірші В. Помнюка, 1977,
- «Лісове шатро» М. Пришвіна — 1979,
- «Літній вечір», О. Блок, «Веселка», 1981,
- «Зимівля на Студеній» Д. Маміна-Сибіряка — 1982,
- «Косар» О. Кольцова — 1984,
- «За місяцем місяць. Етюди про природу», Севастьянов В'ячеслав Іванович, 1984,
- «Зимородок» — Носов Є., переклад В. Довжика, 1985,
- «Весняні води» Ф. Тютчева — 1986;
- «Черемха» С. Єсеніна — 1986,
- «Пізнай і полюби. Довідник юного орнітолога», Левчук Ярослав Тарасович, передмова Ю. Покальчука, 1995,
- «Норвезький кіт у намисті», М. Слабошпицький, 1996,
- «Зачарована Десна» О. Довженка — 1999,
- «Казки» Іваненко О., упорядкування та передмова Віктора Костюченка, «Веселка», 1999,
- «Супутник букваря. Навчальний посібник для першого класу» — Оксана В. Вашуленко, М. С. Вашуленко — разом з художником О. Коханом, «Педагогічна думка», 2003,
- «Дванадцять місяців. Настінний книжковий календар» −1977, 1978, 1985, в колективі,
- «В краю мого дитинства» — 1979—1980,
- «В березовому гаю — російські письменники про рідну природу», 1981,
- «Земля—моя радість» — 1982,
- «Прерія — степ» — 1991—1997,
- збірник «На тихі води, на ясні зорі», упорядники Г. Т. Ткаченко, Т. Г. Качалова, передмова Я. Гояна — 2003.

Творив в царині станкової графіки, акварелі
- «Подруги» — 1977,
- «За селом» — 1978,
- «Осінь на Володимирській гірці» — 1978,
- «Вечір. Осіннє сіно» — 1979,
- «Весна на Подолі» — 1982,
- «Київський фунікулер» — 1982,
- «Пам'яті засновників Києва» — 1982,

серії акварелей:
- «В краю мого дитинства» — 1970—1980,
- «По Чернігівщині» — 1980—1983,
- «Тополиний край» — 1983—1985,
- «На землі Полтавській» — 1985—1986,

живопис —
- «У глиб віків немає вороття» — 1992,
- «Новина» — 1993,
- «Солов'їний романс» — 1993,
- «Міражі літа» — 1993,
- «Самотність» — 1993,
- «Неминучість жити разом» — 1993,
- «Степова мадонна» — 1993,
- «Прийде день» — 1994,
- «Крізь віки» — 1994,
- «На згадку про літо» — 1994,
- «Материнські руки» — 1996,
- «Сонячні квіти» — 1997.
- серія живописних творів «Пори року» — 2004—2006.

Нагороджений медаллю «За успіхи, досягнуті в народному господарстві СРСР» — 1978, орденом «За заслуги» ІІІ ступеня, дипломом ім. Г. Якутовича на конкурсі «Мистецтво книги України» — 2003, Срібною медаллю Академії мистецтв України — 2004, Золотою медаллю — 2010.
Почесний громадянин канадійських міст Вінніпега та Брандона.

## Витоки
- сайт Національної академії мистецтв України
- Київська організація НСХУ
- Проілюстровані книжки